# Classe Edgar Quinet
La classe Edgar Quinet fu una classe di incrociatori corazzati della Marine Nationale francese, composta da due unità entrate in servizio nel 1911. Derivate dal precedente incrociatore Ernest Renan, di cui erano una versione migliorata, le due unità della classe furono impegnate durante la prima guerra mondiale principalmente nel settore del Mediterraneo, venendo poi radiate negli anni trenta a causa della loro obsolescenza.

## Unità
| Nome             | Impostazione   | Varo              | Entrata in servizio | Destino finale                                                                                        |
| ---------------- | -------------- | ----------------- | ------------------- | --- |
| Edgar Quinet     | 1905           | 21 settembre 1907 | gennaio 1911        | radiato per obsolescenza il 9 gennaio 1930 dopo aver riportato gravi danni nel corso di un arenamento |
| Waldeck-Rousseau | 31 luglio 1905 | 4 marzo 1908      | agosto 1911         | radiato per obsolescenza il 16 giugno 1936 e trasformato in pontone; demolito nel 1944                |